# Він Аун
Він Аун (англ. Win Aung) (28 лютого 1944, Тавой, Держава Бірма — 4 листопада 2009 Янгон, М'янма) — політичний діяч М'янми та дипломат, міністр закордонних справ М'янми (1998—2004).

## Життєпис
Він Аун був одним з небагатьох цивільних осіб у військовій хунті М'янми, до своєї активної кар'єри політичного діяча понад 20 років служив у військові секретні службі країни.
У 1988 році він став послом Бірми у ФРН, 1995 — послом у Великій Британії. У 1998 році він змінив посаду міністра закордонних справ Она Гія, якого виключили з посади. Під псевдонімом Сіту Ньєйн Ай, він періодично писав релігійні та політичні статті для державного видання «Нове світло М'янми».
Він Аун як поміркований політик був у підсумку витіснений з міністерської посади консервативним оточенням мьянманського лідера Тан Шве. На думку спостерігачів, він став жертвою зусиль щодо жорсткої консолідації влади навколо глави держави. Його змінив генерал-майор Ньян Він на посаді міністра закордонних справ.
Тривалий час про долю Він Аунга та його родини нічого не було відомо, оскільки він був усунений з посади. За даними сімейних джерел, він був затриманий у в'язниці Інсеййн у Янгоні у жовтні 2005 року та засуджений спеціальним трибуналом до семи років ув'язнення за зловживання службовим становищем у січні 2006 року. 9 квітня 2006 р. офіційною стороною було підтверджено лише призначення покарання у в'язниці. Він Аун помер від крововиливу в мозок у в'язниці Інсеййн вранці 4 листопада 2009 року.

## Сім'я
- Дружина — Доу Сан Йон.
- Донька
- Син — Су Наєн Ай
- Син — Таун Су Нєйн (1977), засновник медіа-компанії «Інформаційна матриця», яка видає 7Day Daily, один з найбільш розповсюджених журналів новин у М'янмі.